# Enemy (canção)
"Enemy" é uma canção da banda norte-americana de pop rock Imagine Dragons e do rapper JID. Foi lançada pela Interscope Records, Kidinakorner e Warner Chappell Music em 28 de outubro de 2021, e faz parte da trilha sonora da série de televisão animada Arcane. A canção foi escrita por ambos os artistas, em conjunto com Justin Tranter e os produtores Mattman & Robin.

## Antecedentes
"Enemy" foi gravada para fazer parte da série de televisão animada Arcane, da Netflix, que estreou em 6 de novembro de 2021. A inspiração por trás da faixa veio do jogo eletrônico League of Legends, com a banda já tendo gravado anteriormente a canção "Warriors" para o Campeonato Mundial de League of Legends de 2014. No Instagram, JID disse: "Eu escrevi esse verso alguns anos atrás, mas inicialmente as linhas de abertura eram de uma canção que comecei fazendo com Mac [Miller], e ele me disse que se encaixaria melhor nessa música e estou feliz por ele ter feito isso."

## Composição
Em um comunicado à imprensa, o vocalista da banda, Dan Reynolds, explicou: "'Enemy' é sobre reconciliar conflitos internos em um mundo onde parece impossível confiar em si mesmo. Em Arcane, a vida de duas irmãs as leva a caminhos diferentes, levando a uma divisão que ameaça destruir uma cidade inteira. Como na série, a canção pretende ser tanto pessoal quanto uma crítica de uma sociedade que parece querer criar divisão".

## Videoclipe
Um videoclipe animado de acompanhamento foi lançado em 28 de outubro de 2021 e produzido pela Riot Games e Fortiche Productions. Ele apresenta a personagem de League of Legends Jinx em uma história sobre "as partes de sua infância que a levaram a uma vida de crime" e várias cenas do "conflito entre Jinx e sua irmã Vi".

## Créditos e pessoal
Créditos adaptados através do Tidal.
- Mattman & Robin – produtor, compositor, letrista, intérprete associado, vocais de apoio, baixo, bateria, guitarra, programador, sintetizador
- Justin Tranter – compositor, letrista, intérprete associado, vocais de apoio
- Imagine Dragons – compositor, letrista, engenheiro, pessoal de estúdio
- John Hanes – engenheiro adicional, engenheiro de mixagem, pessoal de estúdio
- JID – intérprete associado, vocais
- Dan Reynolds – intérprete associado, vocais de apoio
- Ben Sedano – engenheiro, pessoal de estúdio
- Serban Ghenea – engenheiro, mixer, pessoal de estúdio
- Randy Merrill – engenheiro de masterização, pessoal de estúdio

## Desempenho nas tabelas musicais
| Tabela musical (2021–2022)                              | Melhor posição |
| ------------------------------------------------------- | -------------- |
| África do Sul (RISA)                                    | 39             |
| Alemanha (Offizielle Deutsche Charts)                   | 11             |
| Argentina (Argentina Hot 100)                           | 68             |
| Austrália (ARIA)                                        | 15             |
| Áustria (Ö3 Austria Top 75)                             | 7              |
| Bélgica (Ultratop 50 da Valônia)                        | 16             |
| Bélgica (Ultratop 50 de Flandres)                       | 18             |
| Canadá (Billboard Rock)                                 | 33             |
| Canadá (Canadian Hot 100)                               | 15             |
| República Checa (Singles Digitál Top 100)               | 3              |
| Dinamarca (Tracklisten)                                 | 21             |
| Eslováquia (Singles Digitál Top 100)                    | 1              |
| Espanha (PROMUSICAE)                                    | 50             |
| Estados Unidos (Billboard Hot 100)                      | 48             |
| Estados Unidos (Billboard Hot Rock & Alternative Songs) | 5              |
| Estados Unidos (Billboard Rock Airplay)                 | 5              |
| Finlândia (Suomen virallinen lista)                     | 11             |
| França (SNEP)                                           | 13             |
| Mundo (Billboard Global 200)                            | 8              |
| Grécia (IFPI Greece)                                    | 3              |
| Hungria (Single Top 40)                                 | 7              |
| Hungria (Stream Top 40)                                 | 2              |
| Irlanda (IRMA)                                          | 12             |
| Itália (FIMI)                                           | 30             |
| Lituânia (AGATA)                                        | 4              |
| Malásia (RIM)                                           | 19             |
| Noruega (VG-lista)                                      | 7              |
| Nova Zelândia (Recorded Music NZ)                       | 13             |
| Países Baixos (Dutch Top 40)                            | 9              |
| Países Baixos (Single Top 100)                          | 10             |
| Polónia (Polish Airplay Top 100)                        | 38             |
| Portugal (AFP)                                          | 2              |
| Reino Unido (UK Singles Chart)                          | 18             |
| Suécia (Sverigetopplistan)                              | 12             |
| Suíça (Schweizer Hitparade)                             | 10             |
| Vietnã (Billboard Vietnam Hot 100)                      | 44             |